# 植物檢疫認證

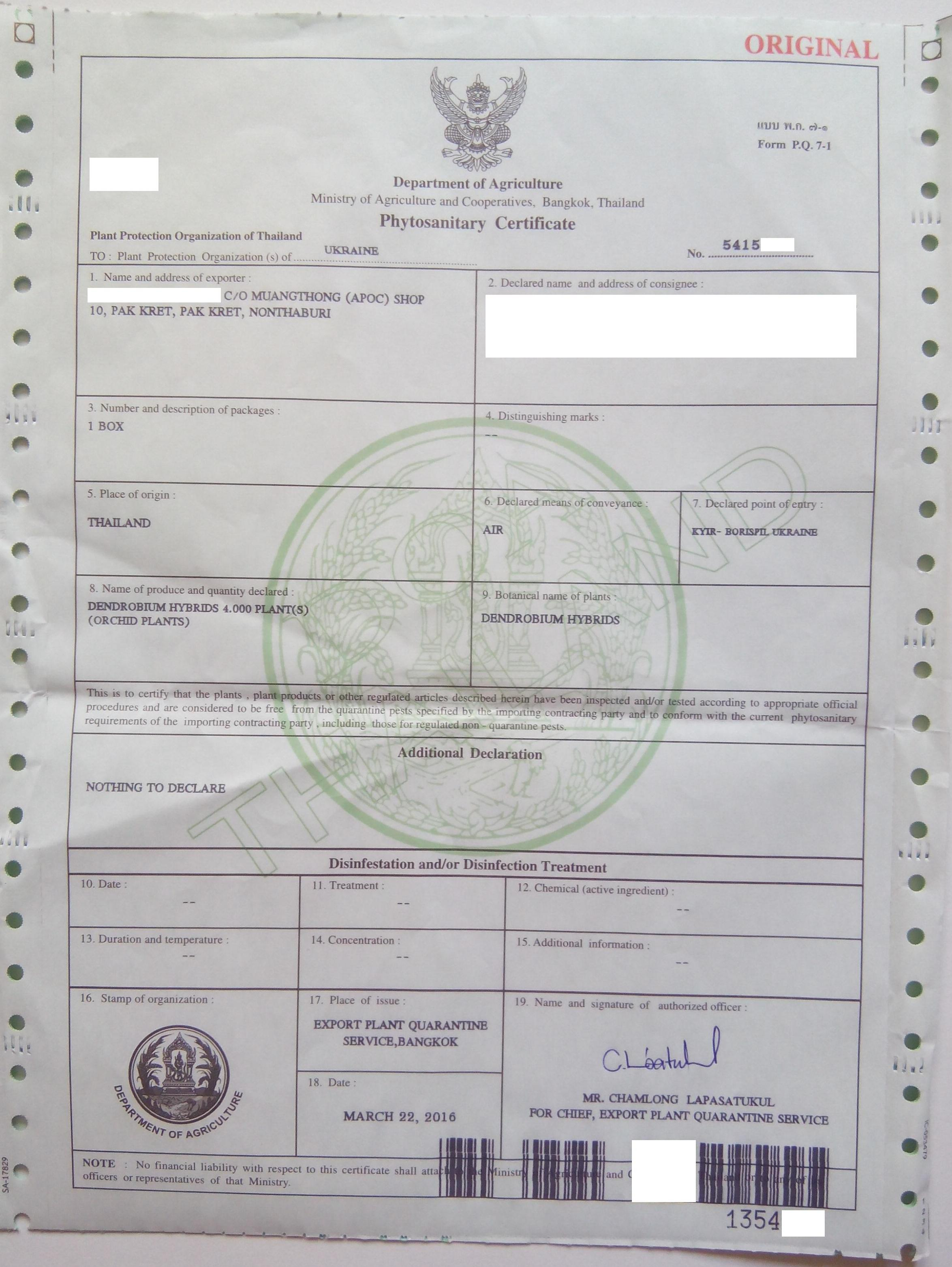
泰國核發的植物檢疫證明書

植物檢疫認證，為防止外來植物危險性疫病蟲害之入侵與蔓延，保護該地農林業之生產安全與生態環境之平衡，避免增加農業生產之病蟲害防治成本或造成農產品無法外銷之重大損失
這些證明書用於證明貨物符合植物檢疫進口要求，並由國家植物保護機關(National Plant Protection Organization, NPPO)負責。
出口植物檢疫證明書通常由植物、植物產品或管制物品種植或加工國家的國家植物保護機關核發。簽發植物檢疫證明是為了表明植物、植物產品或其他管制物品的貨物符合規定的植物檢疫進口要求，並符合相應證明書範本的證明聲明。植物檢疫證明書只能用於此目的。

## 外部連結
- . International Plant Protection Convention (IPPC).   [2014-02-16]. （原始内容存档于2011-07-22）.
- . USDA APHIS.   [2014-02-16]. （原始内容存档于2014-01-24）.
- . USDA APHIS.   [2014-02-16]. （原始内容存档于2014-02-03）.
- (PDF). USDA APHIS.   [16 February 2014]. （原始内容存档 (PDF)于2014-02-24）.
- . USDA APHIS Phytosanitary Certificate Issuance & Tracking.   [2014-02-16]. （原始内容存档于2012-10-24）.
- .   [2014-02-16]. （原始内容存档于2023-08-05）.